# اس‌اس ادملا
اس‌اس ادملا (به انگلیسی: SS Admella) یک کشتی بود که طول آن ۶۰ متر (۲۰۰ فوت) بود. این کشتی در سال ۱۸۵۷ ساخته شد.